# Michel Longueville
Pour les articles homonymes, voir Longueville.
Michel Longueville, né le 2 mars 1946, est un ancien joueur de basket-ball français.

## Carrière
- 1964 - 1966 :  Paris UC (Nationale 1)
- 1966 - 1969 :  Stade français (Nationale 1)
- 1969 - 1971 :  Racing CF (Nationale 1)
- 1971 - 1978 :  Alsace de Bagnolet (Nationale 1)
- 1978 - 1980 :  Stade français (Nationale 1)

## Palmarès
- Médaille d'argent à l'Euro juniors 1964.